# Walter D. McIndoe
Walter Duncan McIndoe (Dumbartonshire, 30 de marzo de 1819-Wausau, 22 de agosto de 1872) fue un empresario y político escocés-estadounidense. Representó como republicano a Wisconsin durante dos mandatos en la Cámara de Representantes de los Estados Unidos (de 1863 a 1867).

## Biografía
Nacido en Dumbartonshire, Escocia, McIndoe emigró a los Estados Unidos en 1834. Se dedicó a los negocios en Nueva York, Charleston y St. Louis, y finalmente se instaló en el Territorio de Wisconsin en 1845, donde se involucró en el negocio de la madera.
Se desempeñó como miembro de la Asamblea del Estado de Wisconsin en 1850, 1854 y 1855. En 1850, como miembro de la Asamblea, presentó un proyecto de ley que cambiaba el nombre de su comunidad de origen de "Big Bull Falls" a Wausau y creaba el condado de Marathon. Inicialmente Whig, en 1854 se convirtió en miembro del recién formado Partido Republicano.
Fue candidato a la nominación republicana para gobernador de Wisconsin en la convención estatal republicana de 1857, compitiendo con Edward Dwight Holton, y ambos candidatos perdieron ante el eventual nominado y gobernador, Alexander Randall. Durante la Guerra de Secesión fue mariscal de preboste de Wisconsin.
McIndoe fue elegido por primera vez al Congreso en las elecciones especiales de diciembre de 1862 para reemplazar al congresista Luther Hanchett, quien murió tres semanas después de las elecciones generales de 1862. Hanchett era el titular en el 2.º distrito congresional de Wisconsin y, en las elecciones generales de 1862, había sido elegido para el recién creado 6.º distrito congresional de Wisconsin. La elección de McIndoe le permitió reemplazar a Hanchett durante los últimos meses del 37º Congreso y también durante el período completo del 38.º Congreso. Posteriormente fue reelegido en 1864 para el 39 ° Congreso, y finalmente sirvió desde el 26 de enero de 1863 hasta el 3 de marzo de 1867.
Durante el trigésimo noveno Congreso, se desempeñó como presidente del Comité de Pensiones Revolucionarias de la Cámara. En 1866, McIndoe declinó la candidatura para el nuevo nombramiento y, en cambio, reanudó sus intereses en el negocio de la madera. Falleció en Wausau,  Wisconsin el 22 de agosto de 1872 y fue enterrado en Pine Grove Cemetery.